# 福建红小麻
福建红小麻（学名：Laportea fujianensis）是荨麻科艾麻属的植物，其种加词“fujianensis”意为“福建的”。中国特有植物。分布于中国大陆的福建等地，生长于海拔300米的地区，一般生于山坡宅旁菜地边草地以及水井旁阴湿处，目前尚未由人工引种栽培。